# Ekwiwalent reklamowy
Ekwiwalent reklamowy (ang. Advertising Value Equivalent, AVE) – metoda oceny wyrażająca wartość finansową danego przekazu, gdyby był on reklamą. Jest stosowany jako indeks oceny efektywności działań PR.
Jego wysokość jest wyliczana w oparciu o cennik reklamowy gazety, stacji radiowej lub telewizyjnej, w jakiej dany przekaz się pojawił, uwzględniając powierzchnię artykułu lub czas trwania ekspozycji w programie. Wyliczając ekwiwalent dla publikacji internetowych, można uwzględniać dzienną liczbę odsłon danego portalu, liczbę artykułów publikowanych na portalu w danym miesiącu i związany z tym stopień trudności w dotarciu do wybranej informacji.
Mnożąc ekwiwalent reklamowy przez ustaloną cyfrę, uzyskuje się tzw. współczynnik wiarygodności – ma to odwzorowywać większą wiarygodność przekazu redakcyjnego niż przekazu reklamowego.
Wykorzystanie ekwiwalentu reklamowego jako miarodajnego wskaźnika działalności PR jest przedmiotem sporu.